# Lyrics
Lyrics è un album degli Opus Avantra pubblicato nel 1995.

## Tracce
1. Viaggio Immaginario – 9:10
2. Misterious Japanese Suite – 15:50
3. Ballata – 2:57
4. Lirica Metafisica – 5:20
5. Danza Arcana – 4:38
6. Meditazione – 4:55